# Fissidens metzgeria
Fissidens metzgeria là một loài Rêu trong họ Fissidentaceae. Loài này được (Müll. Hal.) Broth. mô tả khoa học đầu tiên năm 1893.